# 市街戦

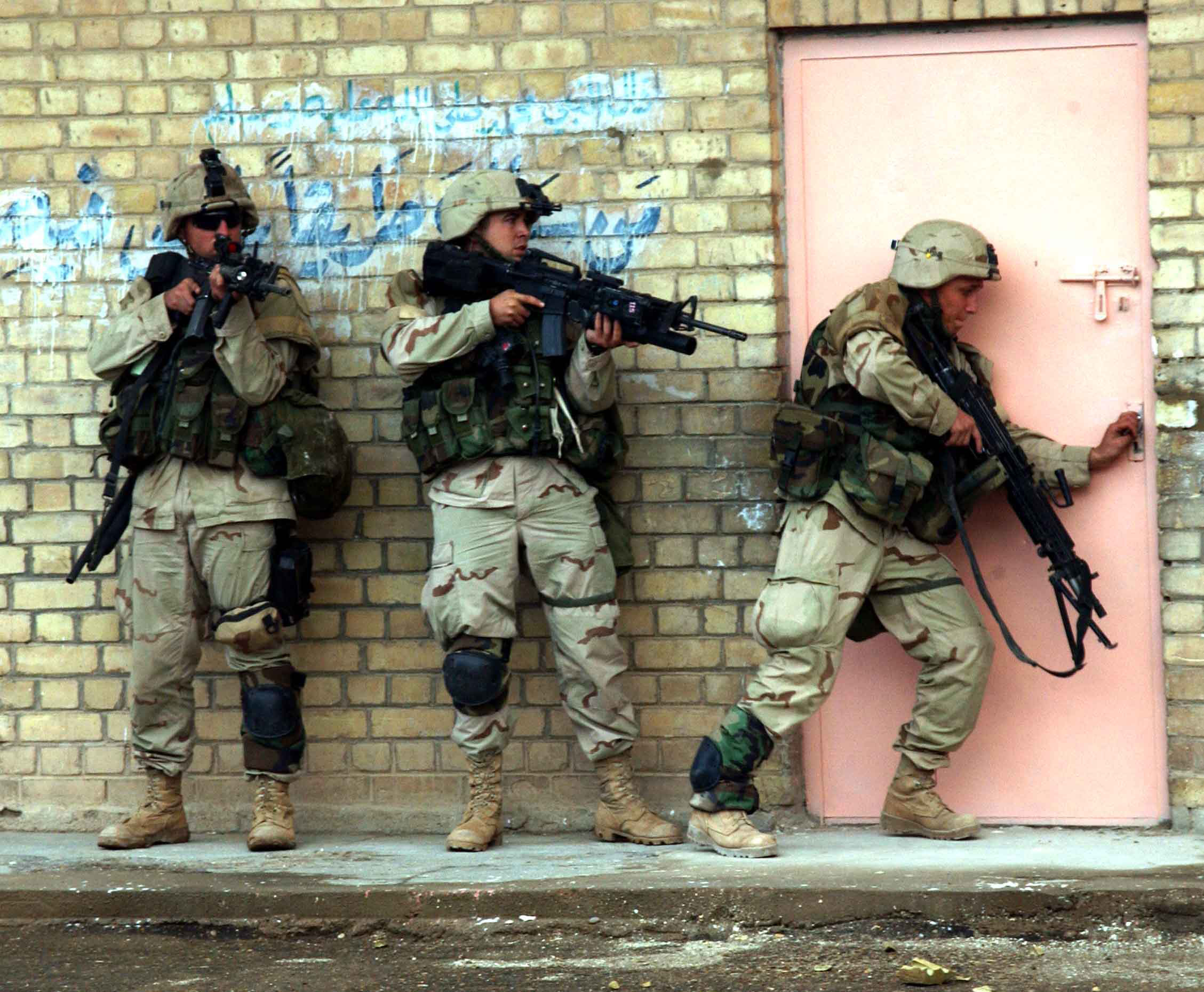
イラク・ファルージャで家屋の掃討にあたるアメリカ陸軍の兵士達、2004年11月

市街戦（しがいせん、英：Urban Warfare、米軍：Military Operations on Urban Terrain（MOUT）、英軍：Fighting In Build-Up Area（FIBUA）は、戦闘形態のひとつで、民間人が生活する市街地・集落など建築物が存在する複雑な地形において行われる作戦・戦闘をいう。

## 概要

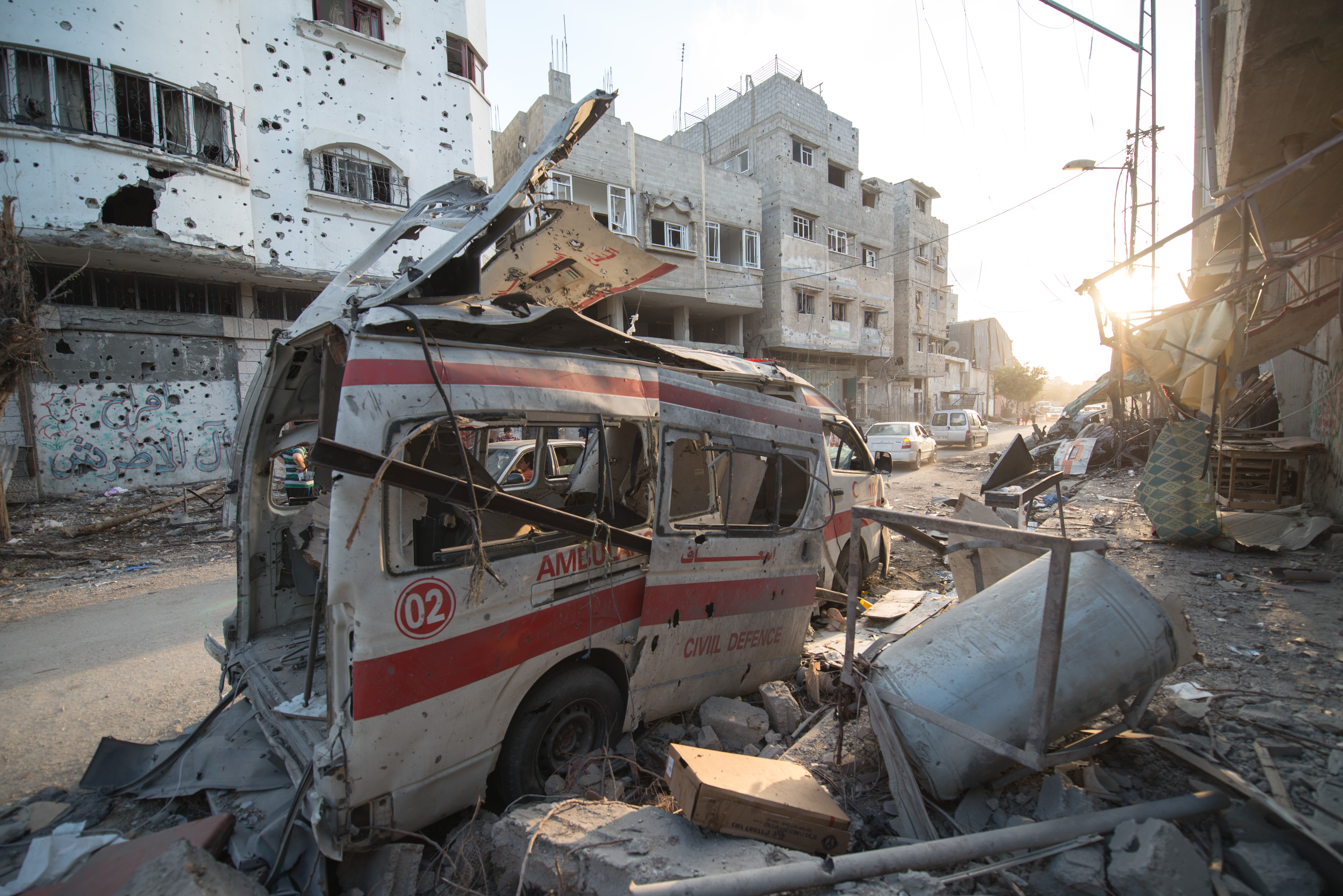
ガザ侵攻 (2014年)で破壊された救急車

市街地は建造物やバリケードが障害になって車両が侵入しづらく、歩兵の重要性が増す。障害物の多い市街地では射線や視線が通りにくく、出会い頭に近接戦闘が頻発する。攻撃側は待ち伏せを仕掛けやすく、車両への肉薄攻撃も容易になる。平地では的になりやすい歩兵は強固な遮蔽物により脆弱性が補われ、機動力を生かして野戦より有利に戦うことができるとされる。
建造物に立て篭もった敵には砲爆撃が通用しにくいため、大火力で建造物ごと破壊するか、歩兵の近接戦闘で掃討していく必要がある。かつては重砲で地区ごと破壊するようなことも行われていたが、民間人や無関係の施設への被害が大きい。そのため、現代では誘導爆弾などの精密誘導兵器を用いて攻撃対象を極限する。
戦争の勝敗が主要都市の制圧にかかっていることは歴史的に見ても多い。第二次世界大戦においては、スターリングラード攻防戦やベルリン攻防戦、また、現代においても、朝鮮戦争のソウル会戦、ベトナム戦争のテト攻勢、第四次中東戦争のスエズの戦い、ソマリア内戦におけるモガディシュの戦闘など多くの市街戦が行われてきた。ブラジルのリオデジャネイロではファヴェーラ（スラム）を根城とする麻薬ギャング組織を撲滅するために、リオデジャネイロ州軍警察所属の特殊警察作戦部隊BOPEが、スラムでの市街戦を現在も経験している。現代では抗議のために集まったデモ隊が武装して暴徒化すると、警察では対処が難しくなり軍が投入され市街戦に発展することもある。このような状況ではスポーツライフルや猟銃、火炎瓶などが使われる。
都市化や非正規戦の増加により市街地戦闘は、より発生しやすい戦闘の一形態となりつつあり、世界各国で作戦・戦術研究が進んでいるが、市街地戦闘は通信による指揮統制を困難にし、中隊以上では効果的な戦力発揮（総合戦闘力の発揮）ができない。一般的に、防御側に有利な戦闘形態であるとされるが、撤退戦における市街地への進入は避けるべき事項とされている。

## 特徴

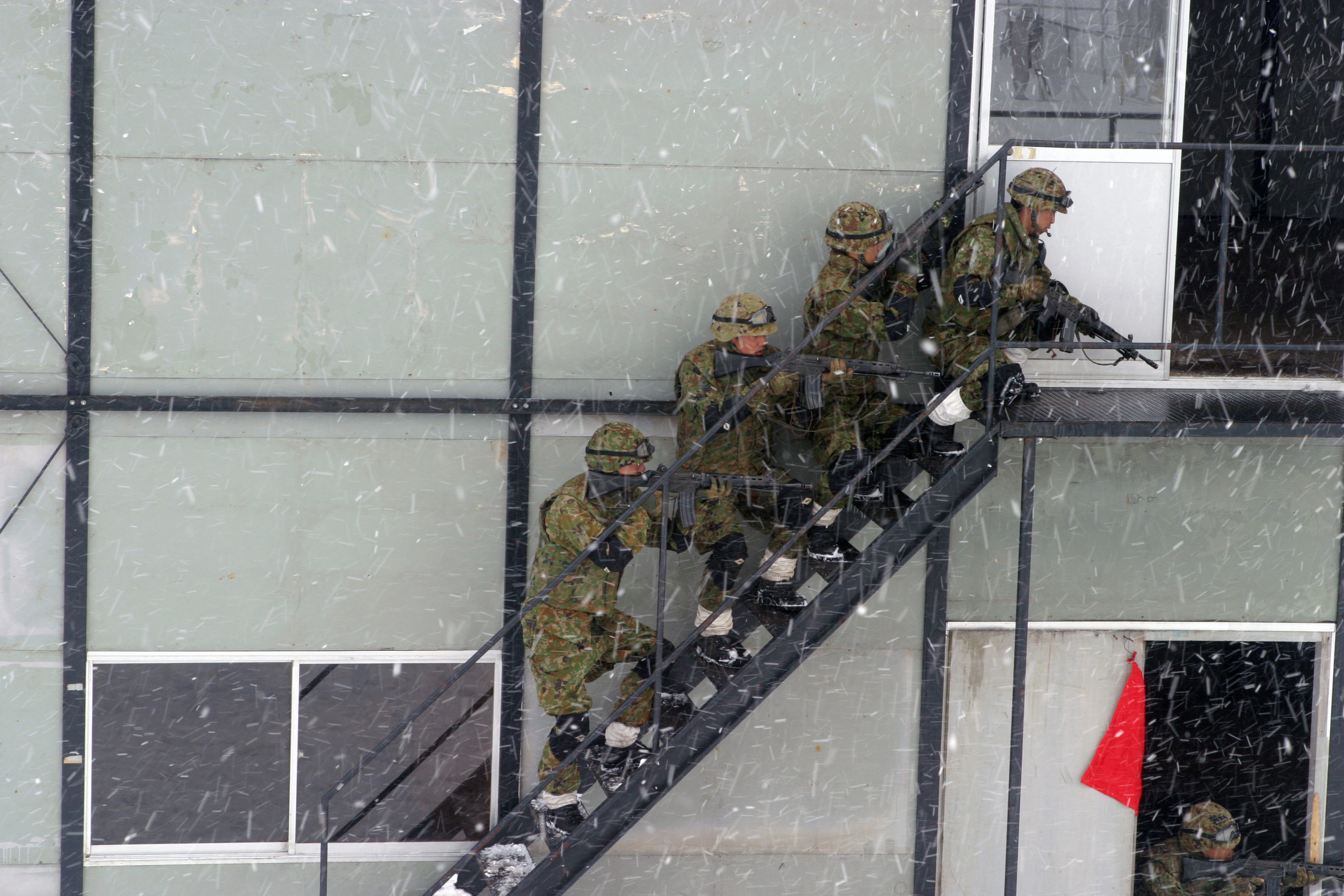
建物への侵入訓練中の陸上自衛隊員

市街戦は都市圏において行われるため、旧来の戦争で想定されていた自然環境にはない特徴が存在する。
- 明確な戦線が存在せず、事前の作戦や兵站計画の立案は困難となって、流動的な対応を迫られる。逆に建物や道路などにより移動ルートは限定される。
- 近代建築物は歩兵が携行できる火器や小型爆弾の爆撃、火災では容易に破壊できず、強固な掩体として機能する。また残った建物が遮蔽物となり、火器の射程が限られ、目標捕捉や探知、友軍との通信も困難となる。
- 古い都市では狭く入り組んだ道が多く、防御側は待ち伏せがしやすくなる。近年に開発された都市は道路が広く整然としているが建物の配置が変化しやすいため、最新の都市構造に通じた側に有利となる。
- 都市部には多数の車両が存在するが突発的に戦闘が始まると放棄されることが多く、即席爆発装置を仕掛けやすくなる。
- 建物が多いため航空機から身を隠すのに適している。特に高層ビル街は固定翼機による偵察・対地攻撃が難しくなるため、ヘリコプターや小型無人機などが必要となる。
- 道路の幅や強度によっては大型車両が通行できないことがある。特に金属製の履帯は舗装面では滑走しやすいため戦車には不利な地形である。ただし瓦礫が散乱している場合には有効である。
- 整備された道路は装輪装甲車などの舗装路面での速度に優れる車両に有利となる。ただし大きな瓦礫が散乱している箇所は通行できない[1]など、戦況に応じて変化する。
- 歩兵は遮蔽物の死角からの奇襲や建物内部の調査が多くなるため、CQBなどの突発的な接近戦に対応する技術を習得する必要がある。このため歩兵は軽量で動きやすい戦闘服、ショットガンや短機関銃など屋内戦に対応した火器が必要となる。
- 建物が密集している区域では風が通りにくいことから、平原に比べ煙幕や毒ガスが拡散しにくくなる。
- 逃げ遅れた民間人と私服のゲリラは識別が難しく、兵器、作戦、戦術が制限される。
- 自然環境での行動を前提とした従来の迷彩は緑や茶色を曲線的に配置しており、コンクリート製のビルやアスファルトの道路などモノトーンで直線的な構造物が多い市街地では効果が減じ逆に目立つ事もある。対策として灰色・黒色・白色などを使う都市迷彩や、パターンをダズル迷彩風やモザイク状に配置したデジタル迷彩が考案された。

近代戦においては、戦況不利となった陣営が防御戦闘のために市街地区を防御陣地として利用する場合が多い。両脇に建物がある道路は容易に封鎖が可能で、建物自体を利用すれば短時間に構築できる。無数の有効な火点を立体的に設定できる狭隘な市街中心部には大型の戦闘車両の投入が難しい。上空からの視界が阻まれるため航空戦力の投入も制限される。レーダーや赤外線暗視装置、ナイトビジョンといったセンサー類は制限される。防御側は事前に最新の地形と街区の情報が得られ、戦術的に優位に戦うことができる。
これらにより、市街戦では攻撃側に不利となる要素が多い。その一方で、戦闘を避けて迂回されると防御側は友軍より孤立し篭城戦や飢餓耐久状態になるが、市街地と外を繋ぐ道路は限られているため撤退ルートが固定される。攻撃側には攻撃実行の選択権があり、側背攻撃の危険を受忍すれば迂回できる。また容易に移動できないため核兵器などの戦略兵器、戦略爆撃機からの絨毯爆撃や地中貫通爆弾などの対施設攻撃の脅威が増す。
都市占拠の事実は彼我双方にとって心理的影響があり、また、戦争終結前後での政治的影響が大きく、戦略的目標となり得る。
軍用車両メーカーでは戦車や装甲車に市街戦に対応した装備を追加するキットを販売している。
市街戦用に設計されたドラゴンランナー（軍事用ロボット）は、最前線で隠れた敵や即席爆発装置を発見する。

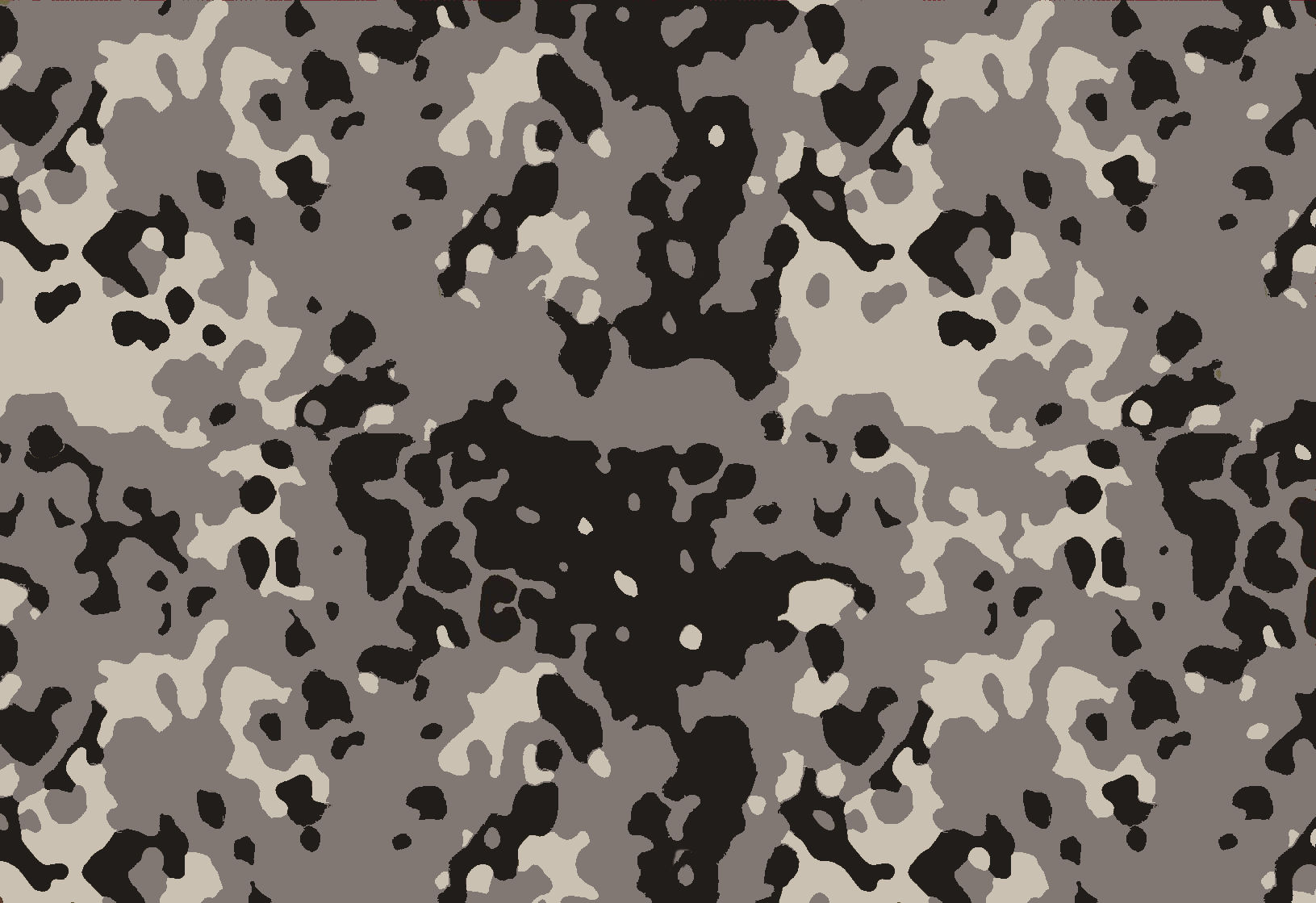
M84迷彩の都市用パターン
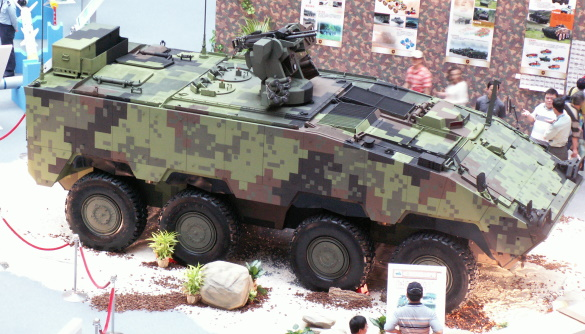
デジタル迷彩を施したCM-32装輪装甲車
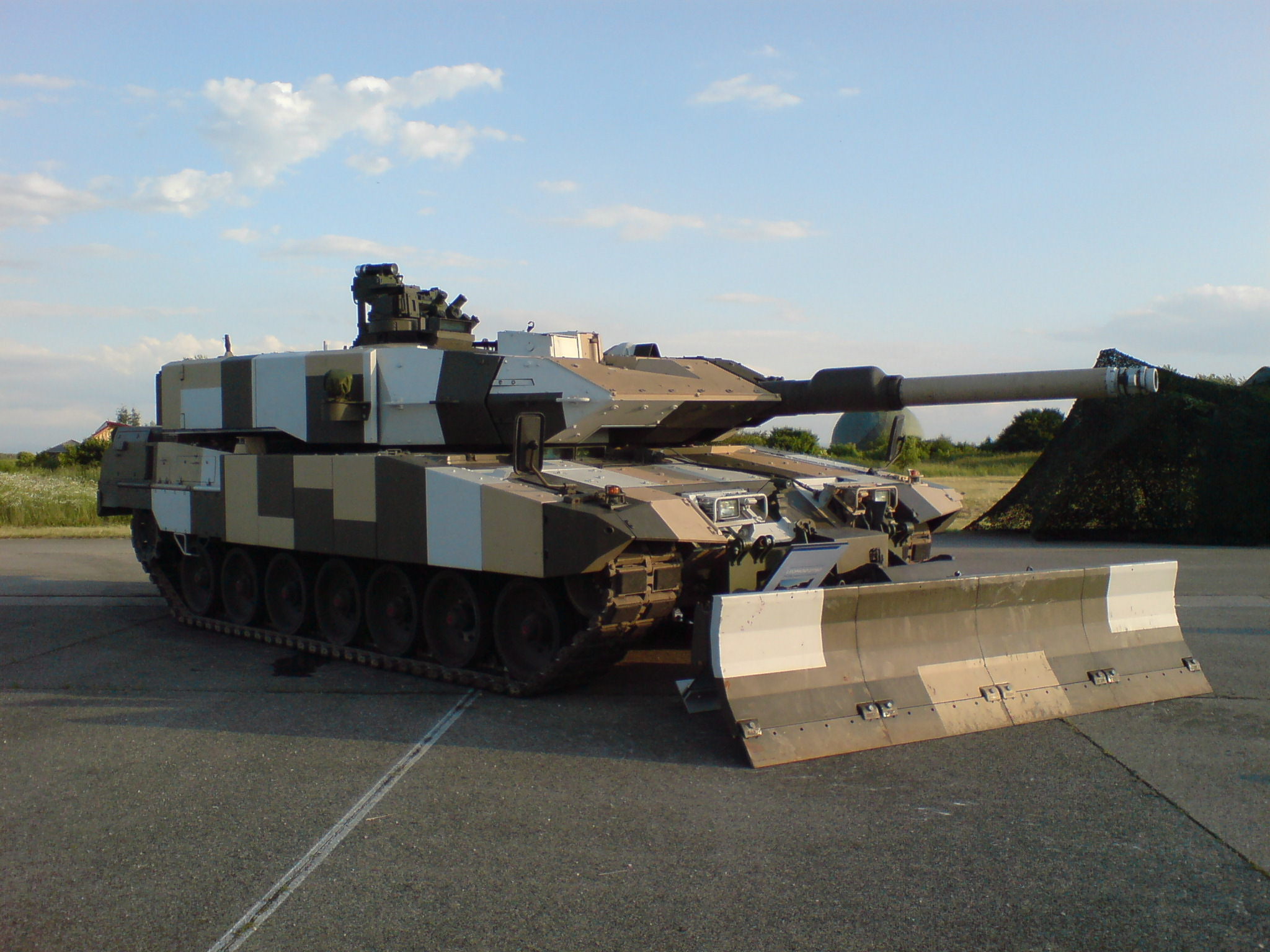
レオパルト2の市街戦対応型
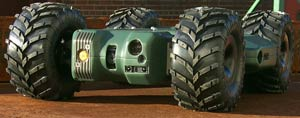
ドラゴンランナー（市街戦用軍事用ロボット）

## 市街戦の例

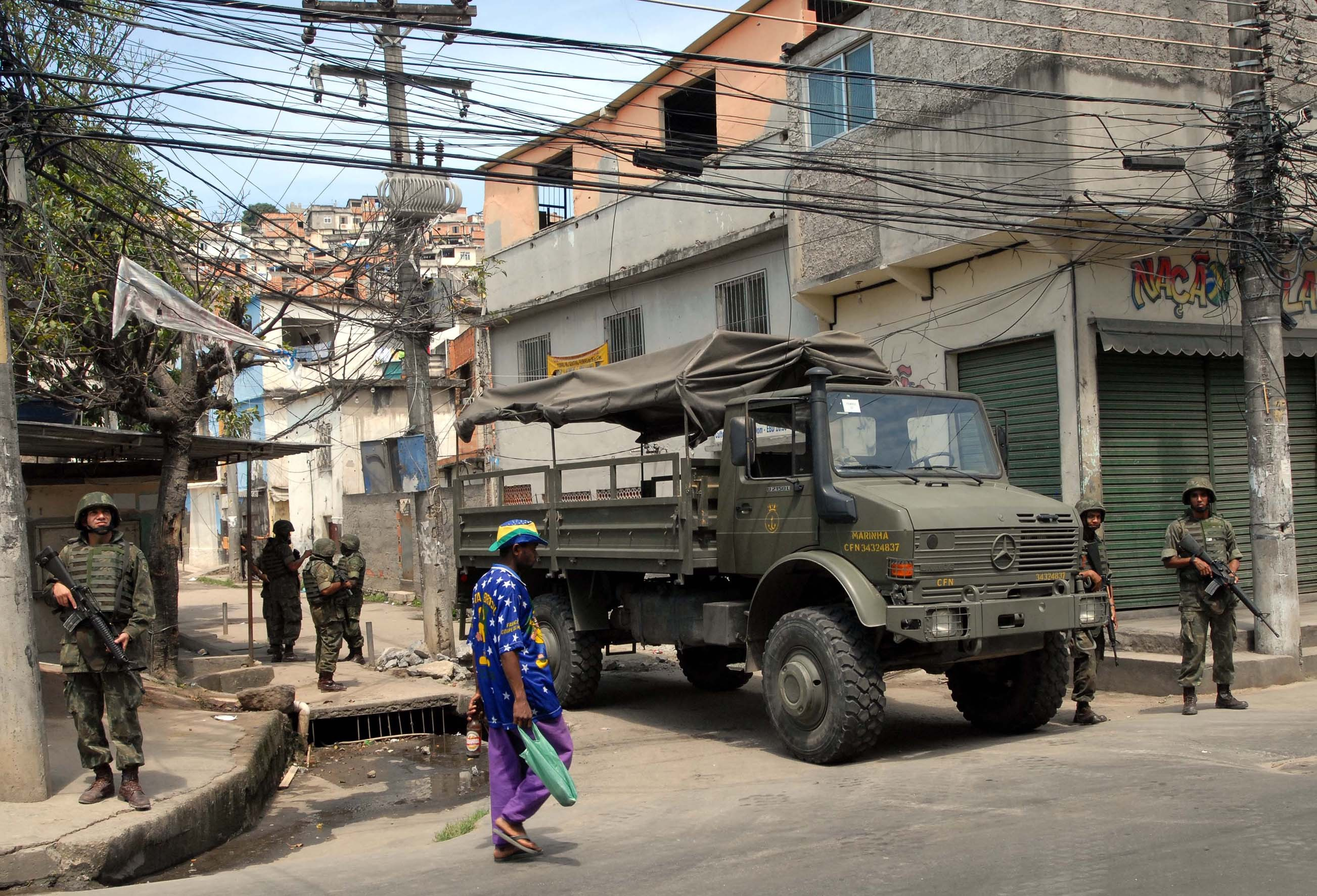
リオデジャネイロ市のコンプレクソ・ド・アレマンのファヴェーラで警戒に当たる軍警察

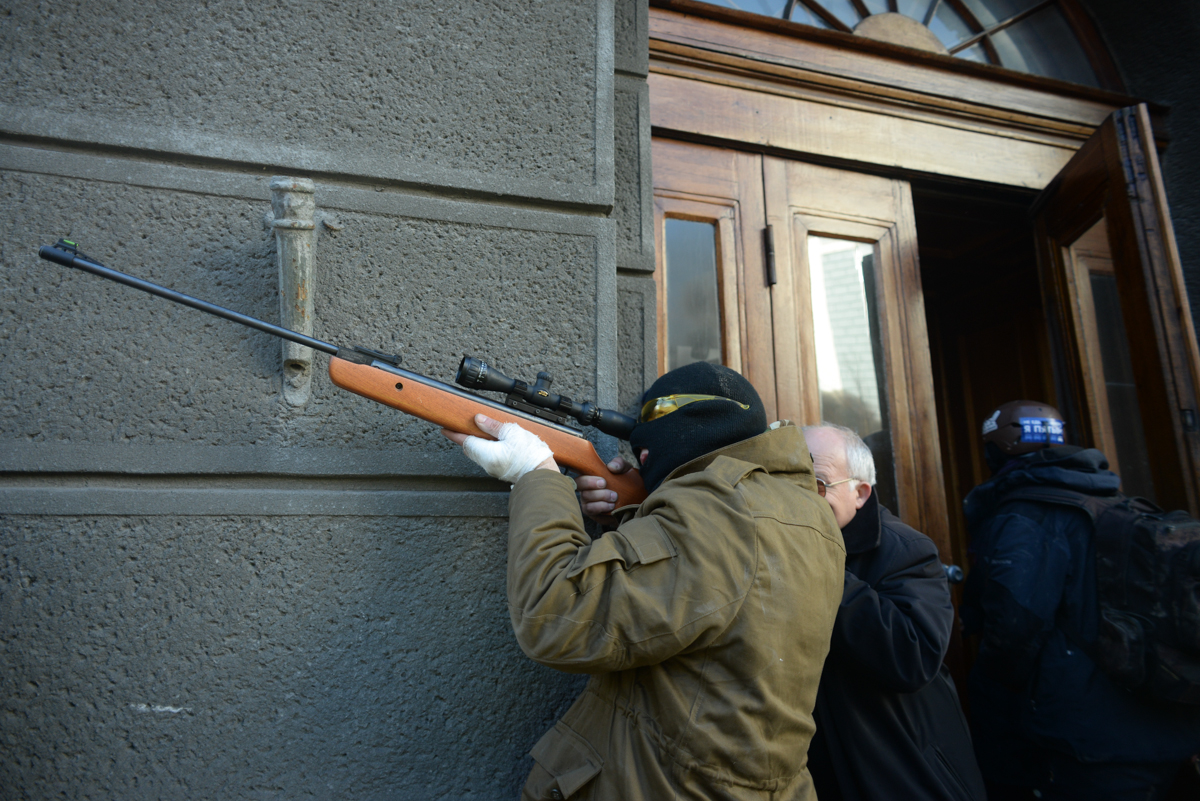
ウマレックス社製と思われる狩猟用エアライフルでウクライナ政府側に射撃を行う抗議者（2014年ウクライナ騒乱）

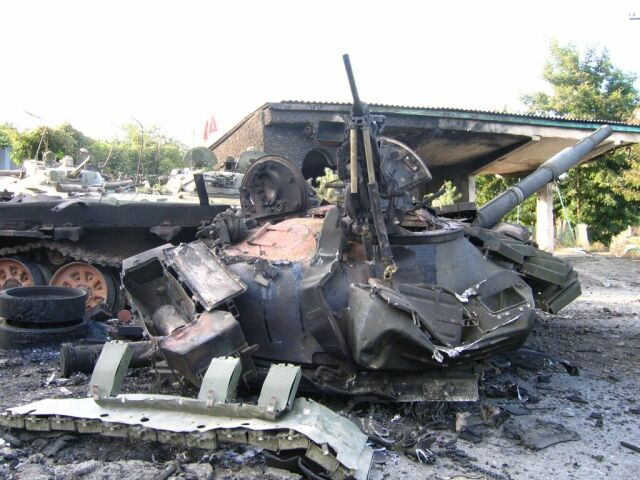
破壊されたグルジア軍のT-72（南オセチア紛争）

### アジア
- 応仁の乱
- 大塩平八郎の乱
- 禁門の変
- 鳥羽・伏見の戦い（戊辰戦争）
- 上野戦争（戊辰戦争）
- 義和団の乱
- 第一次上海事変
- 第二次上海事変
- 南京攻略戦（日中戦争）
- マニラの戦い
- 樺太の戦い
- ソウル会戦（朝鮮戦争）
- テト攻勢（ベトナム戦争）
- 光州事件
- マラウィの戦い

### ヨーロッパ
- 七月革命
- ダブリンの戦い
- スパルタクス団蜂起
- ミュンヘン一揆
- スターリングラード攻防戦（第二次世界大戦）
- ワルシャワ・ゲットー蜂起（第二次世界大戦）
- ワルシャワ蜂起（第二次世界大戦）
- マーケット・ガーデン作戦（第二次世界大戦、オランダ・アーネム）
- ブダペスト包囲戦（第二次世界大戦）
- ケーニヒスベルクの戦い（第二次世界大戦）
- アーヘンの戦い（第二次世界大戦）
- ベルリン攻防戦（第二次世界大戦）
- ハンガリー動乱
- サラエヴォ包囲戦（ボスニア内戦）
- グロズヌイの戦闘（チェチェン紛争）
- 南オセチア紛争（ツヒンヴァリの戦い、ゴリの占領）
- 2022年ロシアのウクライナ侵攻
  - キーウの戦い (2022年)

### 中近東・アフリカ
- アディスアベバ攻防戦・アクスム攻防戦（第二次エチオピア戦争）
- エルサレム攻防戦（第一次中東戦争など）
- ベイルートでの戦闘（ホテル戦争、レバノン戦争、「ガリラヤの平和作戦」、解放戦争）
- ハマー虐殺
- モガディシュの戦闘（ソマリア内戦）
- ファルージャの戦闘（イラク戦争後）
- ガザ侵攻
- モースルの戦い
- アレッポの戦い（シリア内戦）
- ラッカの戦い（シリア内戦）

### 中南米
- モンテレーの戦い（米墨戦争）
- ファヴェーラでの麻薬組織取締り（リオデジャネイロなど）